# Antoine d'Arbaud
Antoine d'Arbaud de Matheron (né à Peynier le 13 octobre 1602, mort le 26 mai 1666), dit aussi Antoine d'Arbaud de Bargemon ou Antoine d'Arbaud, ecclésiastique, fut évêque de Sisteron de 1648 à 1666.

## Biographie
Antoine d'Arbaud est le fils de Jean-Baptiste d'Arbaud de Matheron, seigneur de Peynier et de Bargemon, et d'Anne de Rochas. On ne sait rien de son éducation mais il serait détenteur d'une licence en théologie sans doute obtenu à l'université d'Aix.
Destiné à l'Église il fait une longue carrière ecclésiastique à Aix-en-Provence. Sous-diacre en 1625 Diacre en 1627 et ordonné prêtre vers 1638, il est d'abord chanoine en 1619 puis  administrateur du chapitre de chanoines de la cathédrale d'Aix-en-Provence le 2 mai 1629, prévôt à partir du 10 décembre 1638 et enfin grand vicaire en 1644 et official avant d'être choisi comme évêque.
Nommé évêque de Sisteron en 1648, il est confirmé le 28 septembre et consacré le 7 février 1649 par François Adhémar de Monteil l'archevêque d'Arles. Il meurt le 26 mai 1666 et il est inhumé dans la chapelle Notre-Dame-des-Anges de Lurs du couvent des Récollets dont il est le fondateur.